# Vergara (Uruguai)
Vergara és una localitat de l'Uruguai, ubicada a 58 quilòmetres de la capital departamental, la ciutat de Treinta y Tres. És un centre poblat creat a vores del rierol del Parao, i fundat pel ciutadà brasiler José Fernández Vergara.
Si bé el procés fundacional va començar el 1890, la llei de creació 2.788 és del 10 de març de 1903. Actualment té una població aproximada de 3.986 habitants.
| 1963  | 1975  | 1985  | 1996  | 2004    |
| ----- | ----- | ----- | ----- | ------- |
| 2.824 | 2.826 | 3.380 | 3.983 | {{{5}}} |